# Робинсон, Остин
Эдвард Остин Госсаж Робинсон (англ. Edward Austin Gossage Robinson; 1897—1993) — английский экономист. Муж известного экономиста Джоан Робинсон (с 1925). Входил в так называемый «кейнсианский кружок» (the Circus) Кембриджского университета (наряду с супругой, Р. Каном, П. Сраффой, Дж. Мидом). Президент Международной экономической ассоциации (1959—1962).

## Основные произведения
- «Структура конкурентной промышленности» (The Structure of Competitive Industry, 1937);
- «Монополия» (Monopoly, 1941).